# كاترين لورو
كاترين لورو هي كاتِبة كندية، ولدت في 1979 في روزميري في كندا.